# Съкровището: Книгата на тайните
„Съкровището: Книгата на тайните“ (на английски: National Treasure: Book of Secrets) е американски екшън-приключенски филм от 2007 г. на режисьора Джон Търтелауб и е продуциран от Джери Брукхаймър. Той е продължение на „Съкровището“ (2004) и вторият филм от поредицата „Съкровището“. Във филма участват Никълъс Кейдж, Диане Крюгер, Джъстин Барта, Джон Войт, Харви Кайтел, Ед Харис, Брус Грийнууд и Хелън Мирън.
Премиерата на филма е в Ню Йорк Сити на 13 декември 2007 г., и е пуснат в Северна Америка на Уолт Дисни Студиос Моушън Пикчърс от 21 декември 2007 г. Третият филм е в разработка.